# Liveochdirekt
Liveochdirekt, är Simon Laufers debutalbum utgivet 2009. Innehåller debutsingeln "Våga chansa".

## Låtlista
(* tyder på singel)
1. Våga chansa*
2. Marcus lag
3. Sen kväll
4. Om du vill
5. Varje dag
6. Dum bum
7. Ta hand om mej
8. Låt oss dansa
9. Ragu festivul
10. Ta dig i kragen